# Isabelle Galmiche
Isabelle Galmiche (Ternuay-Melay-et-Saint-Hilaire, 19 novembre 1971) è una copilota di rally francese.

## Carriera
Galmiche fa il suo esordio nel Campionato del mondo Rally nel 2007 quando prende parte, in equipaggio con Dominique Rebout, al Rally del Portogallo concluso in quarantatreesima posizione. Le sue partecipazioni al mondiale Rally rimangono occasionali nel corso degli anni, dedicandosi principalmente alle competizioni nazionali in Francia. Nel 2022, in occasione del Rally di Monte Carlo conquista, con Sébastien Loeb alla guida, i primi punti iridati e la vittoria nella categoria WRC.

## Vittorie nei Rally

### WRC
| # | Anno | Evento               | Pilota         | Auto                    | Squadra          |
| - | ---- | -------------------- | -------------- | ----------------------- | ---------------- |
| 1 | 2022 | Rally di Monte Carlo | Sébastien Loeb | Ford Puma Rally1 Hybrid | M-Sport Ford WRT |

### WRC Trophy
| # | Anno | Evento            | Pilota            | Auto            |
| - | ---- | ----------------- | ----------------- | --------------- |
| 1 | 2017 | Rally di Germania | Jean-Michel Raoux | Citroën DS3 WRC |

### Altri Rally
| #  | Stagione | Campionato       | Evento                                  | Pilota           | Auto                   |
| -- | -------- | ---------------- | --------------------------------------- | ---------------- | ---------------------- |
| 1  | 2007     | Coppa di Francia | Rallye Régional de la Haute-Saône       | Olivier Courtois | Renault Mégane Maxi    |
| 2  | 2007     | Coppa di Francia | Rallye National de la Noix de Grenoble  | Bertrand Pierrat | Toyota Corolla WRC     |
| 3  | 2008     | Coppa di Francia | Rallye National de Lorraine             | Bertrand Pierrat | Toyota Corolla WRC     |
| 4  | 2008     | Coppa di Francia | Rallye National de Saint-Marcellin      | Bertrand Pierrat | Toyota Corolla WRC     |
| 5  | 2008     | Coppa di Francia | Rallye National de la Noix de Grenoble  | Bertrand Pierrat | Toyota Corolla WRC     |
| 6  | 2009     | Coppa di Francia | Rallye National de Saint-Marcellin      | Bertrand Pierrat | Toyota Corolla WRC     |
| 7  | 2009     | Coppa di Francia | Rallye National de la Noix de Grenoble  | Bertrand Pierrat | Toyota Corolla WRC     |
| 8  | 2016     | Coppa di Francia | Rallye National d’Autun – La Châtaigne  | Dominique Rebout | Peugeot 208 T16        |
| 9  | 2017     | Coppa di Francia | Rallye Régional des Centurions          | Dominique Rebout | Škoda Fabia R5         |
| 10 | 2017     | Coppa di Francia | Rallye Régional Les Routes Picardes     | Dominique Rebout | Škoda Fabia R5         |
| 11 | 2022     | Coppa di Francia | Rallye Régional de Franche-Comté        | Antonin Mougin   | Škoda Fabia R5         |
| 12 | 2022     | Coppa di Francia | Rallye Régional du Florival             | Antonin Mougin   | Škoda Fabia R5         |
| 13 | 2022     | Coppa di Francia | Rallye Régional du 14 Juillet           | Antonin Mougin   | Škoda Fabia R5         |
| 14 | 2022     | Coppa di Francia | Rallye National de la Plaine des Vosges | Antonin Mougin   | Škoda Fabia R5         |
| 15 | 2023     | Coppa di Francia | Rallye Régional du Florival             | Antonin Mougin   | Škoda Fabia Rally2 evo |
| 16 | 2023     | Coppa di Francia | Rallye Régional Ajolais                 | Antonin Mougin   | Škoda Fabia Rally2 evo |
| 17 | 2023     | Coppa di Francia | Rallye National de la Luronne           | Antonin Mougin   | Škoda Fabia Rally2 evo |
| 18 | 2024     | Coppa di Francia | Rallye Régional de Meuse                | Dominique Rebout | Volkswagen Polo GTI R5 |
| 19 | 2024     | Coppa di Francia | Rallye Régional de Printemps            | Dominique Rebout | Volkswagen Polo GTI R5 |

## Risultati nel mondiale rally

### WRC
| 2007 | Scuderia | Vettura       |  |  |  |  |    |  |  |  |  |  |  |  |  |  |  |  | Punti | Pos. |
| ---- | -------- | ------------- |  |  |  |  | -- |  |  |  |  |  |  |  |  |  |  |  | ----- | ---- |
| 2007 | PH Sport | Citroën C2 R2 |  |  |  |  | 43 |  |  |  |  |  |  |  |  |  |  |  | 0     |      |

| 2013 | Scuderia | Vettura         |  |  |  |    |  |  |    |    |    |  |  |  |  |  |  |  | Punti | Pos. |
| ---- | -------- | --------------- |  |  |  | -- |  |  | -- | -- | -- |  |  |  |  |  |  |  | ----- | ---- |
| 2013 |          | Citroën DS3 R3T |  |  |  | 26 |  |  | 19 | 33 | 40 |  |  |  |  |  |  |  | 0     |      |

| 2017 | Scuderia | Vettura         |  |  |  |  |  |  |  |  |  |    |  |  |  |  |  |  | Punti | Pos. |
| ---- | -------- | --------------- |  |  |  |  |  |  |  |  |  | -- |  |  |  |  |  |  | ----- | ---- |
| 2017 |          | Citroën DS3 WRC |  |  |  |  |  |  |  |  |  | 24 |  |  |  |  |  |  | 0     |      |

| 2022 | Scuderia         | Vettura                 |    |  |  |     |  |    |  |  |  |     |  |  |  |  |  |  | Punti | Pos. |
| ---- | ---------------- | ----------------------- | -- |  |  | --- |  | -- |  |  |  | --- |  |  |  |  |  |  | ----- | ---- |
| 2022 | M-Sport Ford WRT | Ford Puma Rally1 Hybrid | 14 |  |  | Rit |  | 82 |  |  |  | Rit |  |  |  |  |  |  | 35    | 12º  |

| 2024 | Scuderia | Vettura                |  |  |  |  |    |     |  |  |  |  |  |  |  |  |  |  | Punti | Pos. |
| ---- | -------- | ---------------------- |  |  |  |  | -- | --- |  |  |  |  |  |  |  |  |  |  | ----- | ---- |
| 2024 |          | Toyota GR Yaris Rally2 |  |  |  |  | 21 | Rit |  |  |  |  |  |  |  |  |  |  | 0     |      |

| Legenda | 1º posto | 2º posto | 3º posto | A punti | Senza punti | Ritirato | Squalificato | NP=Non partito C=Gara cancellata | Apice=Power stage |

### WRC-2
| 2024 | Scuderia | Vettura                |  |  |  |  |    |     |  |  |  |  |  |  |  |  |  |  | Punti | Pos. |
| ---- | -------- | ---------------------- |  |  |  |  | -- | --- |  |  |  |  |  |  |  |  |  |  | ----- | ---- |
| 2024 |          | Toyota GR Yaris Rally2 |  |  |  |  | 11 | Rit |  |  |  |  |  |  |  |  |  |  | 0     |      |

| Legenda | 1º posto | 2º posto | 3º posto | A punti | Senza punti | Ritirato | Squalificato | NP=Non partito C=Gara cancellata | Apice=Power stage |

### WRC-2 Challenger
| 2024 | Scuderia | Vettura                |  |  |  |  |    |     |  |  |  |  |  |  |  |  |  |  | Punti | Pos. |
| ---- | -------- | ---------------------- |  |  |  |  | -- | --- |  |  |  |  |  |  |  |  |  |  | ----- | ---- |
| 2024 |          | Toyota GR Yaris Rally2 |  |  |  |  | 10 | Rit |  |  |  |  |  |  |  |  |  |  | 1     | 59º  |

| Legenda | 1º posto | 2º posto | 3º posto | A punti | Senza punti | Ritirato | Squalificato | NP=Non partito C=Gara cancellata | Apice=Power stage |

### WRC Masters Cup
| 2024 | Scuderia | Vettura                |  |  |  |  |   |     |  |  |  |  |  |  |  |  |  |  | Punti | Pos. |
| ---- | -------- | ---------------------- |  |  |  |  | - | --- |  |  |  |  |  |  |  |  |  |  | ----- | ---- |
| 2024 |          | Toyota GR Yaris Rally2 |  |  |  |  | 1 | Rit |  |  |  |  |  |  |  |  |  |  | 25    | 5º   |

| Legenda | 1º posto | 2º posto | 3º posto | A punti | Senza punti | Ritirato | Squalificato | NP=Non partito C=Gara cancellata | Apice=Power stage |

### WRC Trophy
| 2017 | Scuderia | Vettura         |  |  |  |  |  |  |  |  |  |   |  |  |  |  |  |  | Punti | Pos. |
| ---- | -------- | --------------- |  |  |  |  |  |  |  |  |  | - |  |  |  |  |  |  | ----- | ---- |
| 2017 |          | Citroën DS3 WRC |  |  |  |  |  |  |  |  |  | 1 |  |  |  |  |  |  | [ 5 ] |      |

| Legenda | 1º posto | 2º posto | 3º posto | A punti | Senza punti | Ritirato | Squalificato | NP=Non partito C=Gara cancellata | Apice=Power stage |

### Junior WRC
| 2007 | Scuderia | Vettura       |  |  |  |  |    |  |  |  |  |  |  |  |  |  |  |  | Punti | Pos. |
| ---- | -------- | ------------- |  |  |  |  | -- |  |  |  |  |  |  |  |  |  |  |  | ----- | ---- |
| 2007 | PH Sport | Citroën C2 R2 |  |  |  |  | 13 |  |  |  |  |  |  |  |  |  |  |  | 0     |      |

| 2013 | Scuderia | Vettura         |  |  |  |    |  |  |    |    |    |  |  |  |  |  |  |  | Punti | Pos. |
| ---- | -------- | --------------- |  |  |  | -- |  |  | -- | -- | -- |  |  |  |  |  |  |  | ----- | ---- |
| 2013 |          | Citroën DS3 R3T |  |  |  | 26 |  |  | 19 | 33 | 40 |  |  |  |  |  |  |  | 0     |      |

| Legenda | 1º posto | 2º posto | 3º posto | A punti | Senza punti | Ritirato | Squalificato | NP=Non partito C=Gara cancellata | Apice=Power stage |